# فلاديسلاف سوركوف
فلاديسلاف سوركوف (بالإنجليزية: Vladislav Surkov) (و. 1964  م) هو سياسي من الاتحاد السوفيتي ولد في ليبيتسك أوبلاست.
وهو عضو في روسيا المتحدة .

## روابط خارجية
- فلاديسلاف سوركوف على موقع IMDb (الإنجليزية)
- فلاديسلاف سوركوف على موقع مونزينجر (الألمانية)
- فلاديسلاف سوركوف على موقع ديسكوغز (الإنجليزية)